# Phytomyza sibirica
Phytomyza sibirica är en tvåvingeart som beskrevs av Friedrich Georg Hendel 1935. Phytomyza sibirica ingår i släktet Phytomyza och familjen minerarflugor. Inga underarter finns listade i Catalogue of Life.